# Deerstalker-Mütze

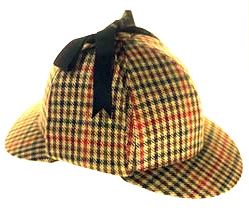
Deerstalker-Mütze

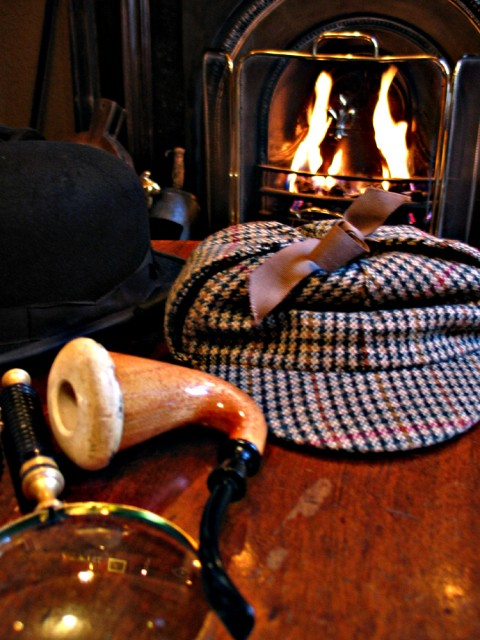
Tabakspfeife und doppelschirmige Jagdmütze (Deerstalker)

Die Deerstalker-Mütze (von englisch deer stalking, „Pirsch auf Hirsche“) ist eine im Vereinigten Königreich populäre Jagdmütze mit Augen- und Nackenschirm sowie Ohrenklappen. Der Nackenschutz dient dazu, den Kragen des Trägers vor Regen und Tropfwasser von Bäumen zu bewahren, die seitlich angenähten Ohrenschützer sind meist über dem Scheitel zusammengebunden und können heruntergeklappt und unter dem Kinn verschnürt werden. Die Mütze ist meist aus kariertem Stoff gefertigt.
Sherlock Holmes wird oft mit dem Deerstalker und dem Inverness-Mantel abgebildet, obwohl Jagdhüte üblicherweise nicht in der Stadt getragen wurden und dieser Hut nur in einer einzigen Geschichte erwähnt wird.